# سفارة المملكة المتحدة في فرنسا
سفارة المملكة المتحدة في فرنسا هي أرفع تمثيل دبلوماسي لدولة المملكة المتحدة لدى فرنسا. تقع السفارة في باريس وهي تهدف لتعزيز المصالح البريطانية في فرنسا.

## وصلات خارجية
- الموقع الرسمي
- قائمة سفارات المملكة المتحدة
- قائمة السفارات في فرنسا